# Ministerstwo Spraw Wewnętrznych (Hiszpania)
Ministerstwo Spraw Wewnętrznych (hiszp. Ministerio del Interior) – resort odpowiedzialny za proponowanie i wdrażanie polityki rządu w zakresie obrony cywilnej, poszanowania praw i wolności określonych w hiszpańskiej konstytucji, służb specjalnych i mundurowych. Ministerstwo powstało 4 maja 1996 po rozdzieleniu Ministerstwa Sprawiedliwości i Spraw Wewnętrznych na Ministerstwo Sprawieliwości i Ministerstwo Spraw Wewnętrnych. Od 2018 ministrem jest Fernando Grande-Marlaska.